# NGC 2477
NGC 2477是在星座船尾座的一個疏散星團，天球座標為赤經7時52.3分，赤緯-38度33分，亮度约5.8視星等，距地球3,600光年。大約包含300顆恆星，於1751年由拉卡伊發現。這個星團的年齡約7億年。

## 視覺外觀
NGC 2477是一個令人驚豔的星團，在天空中的範圍約27角分，幾乎與滿月一樣大，是天空中最大的疏散星團之一。它像是一個高解析下的球狀星團，但是沒有球狀星團的中心密集特徵。伯納姆注意到一些觀測者評論說，它雖然比M46小，更恆星數量更多，也更緊湊。

## 距離
伯納姆列舉了幾個可能的距離，範圍從700秒差距（2,300光年） 到 1,900秒差距（6,200光年）。

## 註解
1. 1 2 3 4 5  . Results for NGC 2477.   [2010-12-13]. （原始内容存档于2012-05-20）.
2. 1 2 3 4  Robert Burnham, Jr.  III. New York: Dover. 1978: 1516. ISBN 978-0-486-24065-7.
3. 1 2 3  . SEDS Messier Objects Database.   [2010-12-13]. （原始内容存档于2017-07-26）.

## 外部連結
- WikiSky上关于NGC 2477的内容：DSS2, SDSS, GALEX, IRAS, 氢α, X射线, 天文照片, 天图, 文章和图片